# Беліно (Плоцький повіт)
Беліно (пол. Bielino) — село в Польщі, у гміні Слупно Плоцького повіту Мазовецького воєводства.
Населення — 210 осіб (2011).
У 1975-1998 роках село належало до Плоцького воєводства.

## Демографія
Демографічна структура станом на 31 березня 2011 року:
|          | Загалом | Допрацездатний вік | Працездатний вік | Постпрацездатний вік |
| -------- | ------- | ------------------ | ---------------- | -------------------- |
| Чоловіки | 103     | 22                 | 69               | 12                   |
| Жінки    | 107     | 19                 | 66               | 22                   |
| Разом    | 210     | 41                 | 135              | 34                   |